# Франкенфельд
Франкенфельд (нім. Frankenfeld) — громада в Німеччині, розташована в землі Нижня Саксонія. Входить до складу району Гайдекрайс. Складова частина об'єднання громад Ретем/Аллер.
Площа — 24,26 км2. Населення становить 525 ос. (станом на 31 грудня 2021).